# میدلبورو سنتر (ماساچوست)
میدلبورو سنتر (به انگلیسی: Middleborough Center) یک منطقهٔ مسکونی در ایالات متحده آمریکا است که در شهرستان پلیموث، ماساچوست واقع شده‌است. میدلبورو سنتر ۱۰٫۵ کیلومتر مربع مساحت و ۷٬۳۱۹ نفر جمعیت دارد.